# Ernesto Ceirano
Ernesto Ceirano, italijanski dirkač, * 1875, Cuneo, Italija, † 1953, Torino.
Ernesto Ceirano je prvič dirkal na dirkah za Veliko nagrado v sezoni 1905, ko je na dirki Coppa Florio odstopil. Po štirih zaporednih odstopih je prvi uspeh dosegel na dirki Targa Florio v sezoni 1908, kjer je dosegel tretje mesto v moštvu Societá Ligure Piamontese Automobili, ki ga je po tej dirki zapustil. Na naslednjih štirih dirkah je dirkal kot privatnik z dirkalnikom SCAT, kar na treh od teh štirih dirk pa je zmagal, na dirki Targa Florio v sezoni 1911 ter dirkah Targa Florio in Parma-Poggio di Berceto v sezoni 1914. Po prvi svetovni vojni je dosegel še svoj zadnji večji uspeh z zmago na dirki za Veliko nagrado Sarda v sezoni 1922, po koncu katere se je po dirki za Veliko nagrado Autunna, na kateri je odstopil, upokojil kot dirkač. 